# Циншуй
Циншу́й (кит. упр. 清水, пиньинь Qīngshuǐ) — уезд городского округа Тяньшуй провинции Ганьсу (КНР). Название уезда означает «чистая вода» и связано с тем, что во время создания уезда на его территории имелся большой утёс, от источника на вершине которого по четырём сторонам стекала вода.

## История
Во времена империи Цинь здесь были созданы уезды Мяньчжу (绵诸县) и Шангуй (上邽县). При империи Хань в 115 году до н. э. из уезда Шангуй были выделены уезды Циншуй и Лунсянь (陇县). В 114 году до н. э. из округа Лунси (陇西郡) был выделен округ Тяньшуй (天水郡), и эти уезды попали в его состав. Во времена диктатуры Ван Мана уезд Циншуй был переименован в Шигао (识睦县), но при империи Восточная Хань ему было возвращено прежнее название. В 74 году уезд Циншуй был присоединён к уезду Лунсянь.
После раскола империи Хань на три государства эти земли оказались в составе царства Вэй, и уезд Циншуй был создан вновь, а затем уезд Лунсянь был присоединён к уезду Циншуй.
После того, как северный Китай был объединён империей Северная Вэй, уезд Циншуй был подчинён области Циньчжоу (秦州). В 447 году был создан уезд Аньжун (安戎县), но при империи Северная Чжоу он был расформирован.
При империи Тан во время мятежа Ань Лушаня эти земли были в конце VIII века захвачены тибетцами, и вернулись под китайский контроль только в 848 году.
В 1130 году эти места были захвачены чжурчжэнями и вошли в состав империи Цзинь; в районе Ефанского укрепления был создан уезд Ефан (冶坊县). После монгольского завоевания уезд Ефан был в 1270 году присоединён к уезду Циншуй.
В декабре 1949 года был создан Специальный район Тяньшуй (天水专区), и уезд вошёл в его состав. В июле 1953 года из частей уездов Циншуй, Циньань, Чжуанлан и Лунси был образован Чжанцзячуань-Хуэйский автономный район (张家川回族自治区).
В декабре 1958 года уезд Циншуй и Чжанцзячуань-Хуэйский автономный уезд были объединены в Циншуй-Хуэйский автономный уезд (清水回族自治县).
В декабре 1961 года уезд Циншуй был воссоздан. В 1969 году Специальный район Тяньшуй был переименован в Округ Тяньшуй (天水地区).
Постановлением Госсовета КНР от 8 июля 1985 года Округ Тяньшуй был преобразован в Городской округ Тяньшуй.

## Административное деление
Уезд делится на 10 посёлков и 8 волостей.